# Stora Svartekorpen
Stora Svartekorpen eller bara Svartekorpen är en sjö i Vara kommun i Västergötland och ingår i Göta älvs huvudavrinningsområde. Sjön har en area på 0,0323 kvadratkilometer och ligger 119 meter över havet. I öster ligger Ullstorpasjön. Sjön ska ej förväxlas med Svartekorpen som ligger strax söder om Ullstorpasjön. Stora Svartekorpen har en övervakningsstation som mäter sjöns vattenkvalité.

## Delavrinningsområde
Stora Svartekorpen ingår i det delavrinningsområde (645894-134305) som SMHI kallar för Ovan Härebäcken. Medelhöjden är 108 meter över havet och ytan är 73,21 kvadratkilometer. Räknas de 20 avrinningsområdena uppströms in blir den ackumulerade arean 618,02 kvadratkilometer. Lidan som avvattnar avrinningsområdet har biflödesordning 2, vilket innebär att vattnet flödar genom totalt 2 vattendrag innan det når havet efter 232 kilometer. Avrinningsområdet består mestadels av skog (33 %), öppen mark (11 %) och jordbruk (53 %). Avrinningsområdet har 0,16 kvadratkilometer vattenytor vilket ger det en sjöprocent på 0,2 %. Bebyggelsen i området täcker en yta av 0,53 kvadratkilometer eller 1 % av avrinningsområdet.